# Klingersbach
Der Klingersbach ist ein rechter Zufluss des Gailbachs in Aschaffenburg in Bayern.

## Verlauf
Der Klingersbach entspringt südlich von Grünmorsbach am Kaiselsberg (358 m) auf der Grenze zum Landkreis Aschaffenburg. Er verläuft in südwestliche Richtung nach Gailbach, wo er in den Gailbach mündet.